# 合歡山遠環蚓
合歡山遠環蚓（学名：Amynthas hohuanmontis）为巨蚓科遠環蚓屬下的一个种。